# Abborrtjärnen (Åsele socken, Lappland, 709647-156555)
Abborrtjärnen är en sjö i Åsele kommun i Lappland och ingår i Ångermanälvens huvudavrinningsområde.